# Eisenbahnen auf Gotland

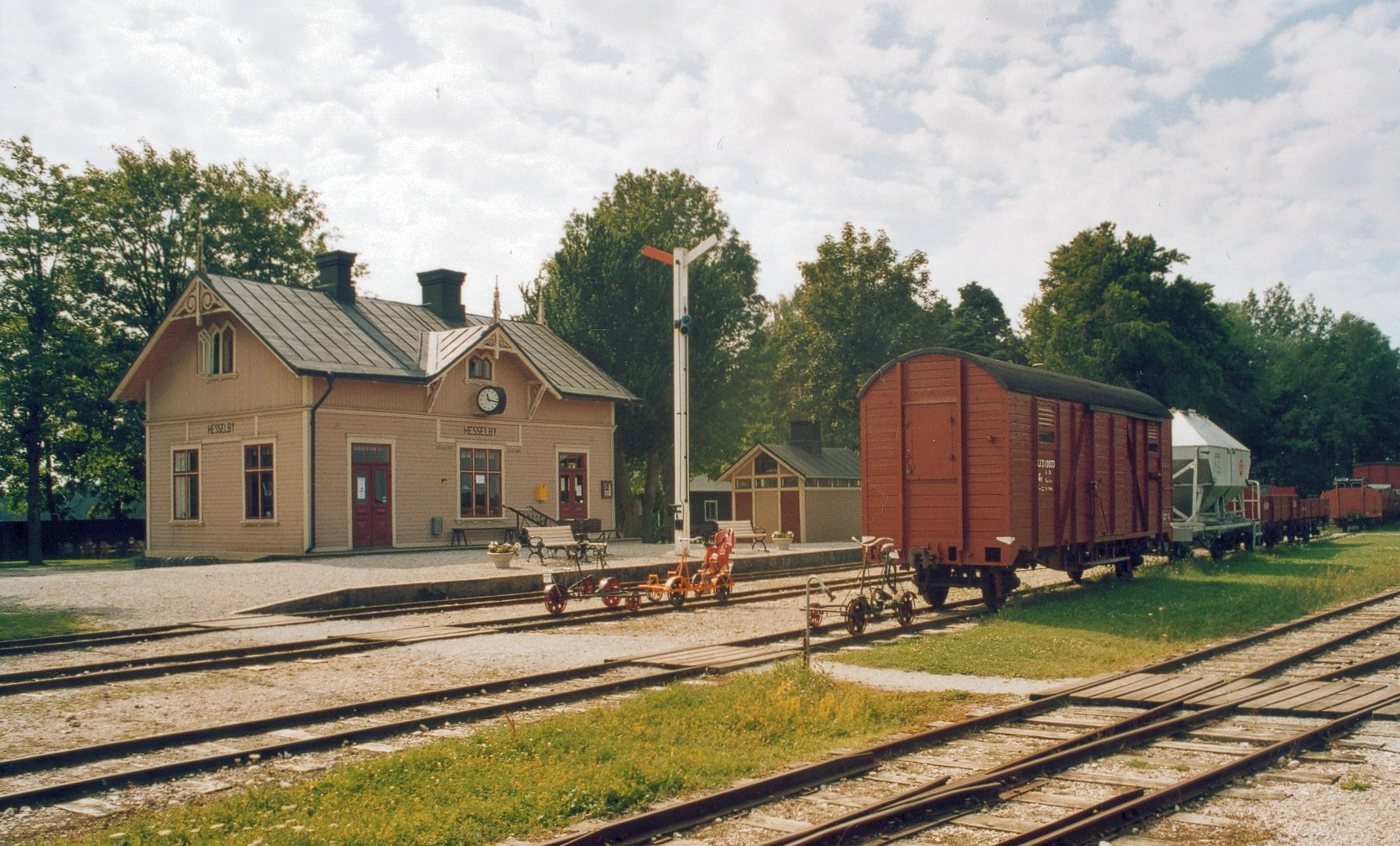
Bahnhof Hesselby

Die Eisenbahnen auf Gotland waren fast ausschließlich Schmalspurbahnen mit 891 mm Spurweite. Der fahrplanmäßige Betrieb auf der schwedischen Insel Gotland lief von der Eröffnung der ersten Linie 1878 bis in die 1960er Jahre. Die Bahnen wurden von mehreren Gesellschaften errichtet und 1947 von der schwedischen Staatsbahn Statens Järnvägar übernommen. Zum zentralen Punkt des Netzes wurde Roma.
Zudem gab es eine private Industriebahn in Bläse, die in der Spurweite 600 mm gebaut wurde, sowie weitere kurze Feldbahnen für den Kalktransport (u. a. von Stux nach Strå am Fårösund nördlich Bunge und auf Furillen).

## Strecken
Erster Konzessionsnehmer war 1876 die Gesellschaft Gotlands Järnväg (GJ):
- Die erste gotländische Strecke führte von Visby über Roma nach Hemse (GJ, Visby–Roma – 21 km, Roma–Hemse – 34 km).

- Diese Strecke wurde danach im Süden und Norden auf insgesamt 117 km erweitert und führte schließlich von Burgsvik nach Lärbro über zwei Drittel der Länge der Insel (Visby–Lärbro 36 km und Hemse–Burgsvik 24 km).

Für die Verbindung zur Westküste von Roma aus sorgte die Gesellschaft Klintehamn-Roma Järnväg (KlRJ):
- Eine erste Ergänzung erfolgte 1898 mit der 22,9 km langen Querverbindung zwischen Klintehamn und Roma.

Für eine weitere Strecke bildete sich die Gesellschaft Slite-Roma Järnväg (SlRJ):
- 1902 wurde die 33 km lange Verbindung zwischen Slite an der Ostküste und Roma gebaut. Die Bahnstrecke Slite–Roma führte über Dalhem (33 km).

Für die weitere Verlängerung nach Hablingbo sorgte die Gesellschaft Sydvästra Gotlands Järnväg (SGJ):
- Der letzte Ausbau des Netzes erfolgte 1924 mit der 27 km langen Bahnstrecke Klintehamn–Hablingbo.

Eine Stichstrecke von Hemse aus an die Südostküste erbaute die Ronehamn-Hemse Järnväg (RHJ)-Gesellschaft:
- Die 1904 eröffnete, 10 km lange Bahnstrecke Ronehamn–Hemse wurde bereits 1918 wieder abgebaut.

Visby-Västerhejde Järnväg (VVJ):
- Die 1904 zwischen Visby und Visborgsslätt gebaute 2,5 km lange und 1912 auf siebeneinhalb Kilometer verlängerte Bahnstrecke Visby–Visborgsslätt–Bjärs zwischen Förvalterebostaden und Hallvards wurde 1940 außer Betrieb genommen.

Klintehamn Järnväg (KlinteJVG):
- Die Bahnstrecke Klintehamn–Klintebys (KlinteJvg) bestand zwischen 1910 und 1917.

Konzessionen waren zudem für die Abschnitte Slite–Fårösund und Klintebys–Snögrinda vorhanden – diese verfielen jedoch, weil die Strecken nicht gebaut wurden.

## Aktueller Betrieb
Seit 1974 fährt eine Museumsbahn in Dalhem im Zentrum der Insel. Die Gotlands Hesselby Jernväg verkehrt zwischen den beiden Bahnhöfen Hesselby und Roma auf einem wiederaufgebauten Teilstück des ehemaligen Slite-Roma Järnväg.
Als Industriebahn für den Transport von Kalksteinen wurde 1893 die Bahnstrecke Bläse kalkbrottet–Bläse hamnen mit der Spurweite 600 mm im Norden der Insel eröffnet. Bis 1954 war die Strecke in Betrieb, 1972 wurde sie abgebaut. Heute verkehren dort auf den neu aufgebauten Gleisen Museumszüge.